# Белкин, Борис Фёдорович
Борис Фёдорович Белкин (1904 — 1974) — прокурор Москвы в 1952–1961, государственный советник юстиции 2-го класса.

## Биография
В Красной Армии с 1935. Участник Великой Отечественной войны, военный прокурор в действующей армии. Затем в московской прокуратуре был следователем, прокурором Фрунзенского и Киевского районов, на руководящих должностях в прокуратуре СССР. В 1952 экстерном окончил Московский государственный университет имени М. В. Ломоносова.
Занимал должность прокурора Москвы с августа 1952 по апрель 1961.
Затем вышел на пенсию. Похоронен на Введенском кладбище.

## Публикации
- Белкин Б. Ф. Прокурорский надзор по делам о преступлениях, расследуемых органами милиции. 1948.[6]
- Белкин Б. Ф. Задачи прокурорского надзора за законностью административной деятельности милиции. 1949.[6]